# 隣の女 (佐野洋)
『隣の女』（となりのおんな）は、佐野洋による小説の短編集、およびその表題作である短編小説。
女性がらみの犯罪が描かれた短編が集められており、巻末では佐野洋の長女・麻子の大親友だという石川昌子が解説を寄せている。
2014年、表題作の「隣の女」を原作としたテレビドラマが放送された。

## 収録作品
- 蛇と羊（初出：『女性セブン』1967年2月1日号）
- 曇った鏡（初出：『主婦と生活』1965年8月号）
- 誕生日の新聞（初出：『小説新潮』1986年2月号）
- 禁煙の日（初出：『小説新潮』1986年4月号）
- からの鳥籠（初出：『小説新潮』1986年10月号）
- 二重の時間（初出：『別冊小説宝石』1977年8月号）
- 虫の時代（初出：『週刊小説』1976年3月19日号）
- お望みどおり（初出：『週刊小説』1978年1月27日号）
- 心の軌跡（初出：『婦人倶楽部』1970年11月号）
- 冷えた叫び（初出：『推理』1970年2月号）
- 隣の女（初出：『紳士読本』1963年2月号）

## 登場人物&あらすじ

### 隣の女
隣に住む柳田夫人に、最近夫の様子はおかしくないかと聞かれた佐伯。何か言いたげな態度が気に入らず問いただすが、自動車のセールスマンはモテるという雑誌の記事を読んだからなんとなくだという。そのことを話すと、憤慨した夫はイタズラしてやろうと「人口問題研究所」と名乗り、調査と称して彼女が正式に結婚していないことや普段の性生活、浮気癖など露骨なことまで聞き出し憂さ晴らしした。それから4,5日後、再び柳田夫人が、今度は千駄ヶ谷で夫が着物を着た美人とホテルに入って行くのを見たと伝えてくる。しかしそれが2時頃だったと聞いた佐伯は、それなら彼は自分と食事をしていたというアリバイがあったため、余裕でかわすことができた。帰って夫に話すと、噂なんてそんなものさと笑う。しかし逆にその笑いを不審に思った佐伯は、夫が柳田夫人と示し合わせたのかもしれないという疑いを抱く。そしてまた4,5日後、柳田夫人から蚊の鳴くような声で、「あなたの夫と千駄ヶ谷のホテルMにいるが、彼が心臓が痛いと言って倒れた」という電話がかかってくる。浮気の事実より、まず夫の容態を心配した私はホテルにかけつけるが、ホテルに2人の姿は無く、ホテルの従業員もそんな事実は無いと話す。イタズラをされたのだと憤慨した佐伯は帰ってきた夫と共に柳田夫人に抗議しようと隣へ行くが、そこは人だかりができており、住宅分譲会社の社員が話しかけてきた。柳田夫人は頭金だけしかおさめておらず、今日最後通牒に来たら、家はもぬけの殻だったのだという。そこで夫婦はあの怪電話が家を空けさせるためのもので、柳田夫人の狙いがタンス貯金だったことを知る。
佐伯
主人公。柳田夫人より1,2歳年下。柳田夫人の話を聞き、夫の浮気を疑ってしまう。
柳田夫人
佐伯の隣の家の女性。化粧が派手。本当は二号さんらしいが、「主人は土木関係で、月に2,3回しか帰ってこない」と主張する。
佐伯の夫
自動車のセールスマン。同年代のサラリーマンの2倍半ほどの稼ぎがあり、結婚5年で分譲住宅を買うことができた。欠点はほとんどないが、人の金を集めて商売をしていると銀行や証券会社を嫌って信用していない。柳田のことを色っぽいと褒める。

## テレビドラマ
表題作「隣の女」を原作とし、オリジナル要素を加えたテレビドラマが「月曜ゴールデン特別企画 心に響くサスペンス」として2014年5月19日に放送された。

### 製作
プロデューサーの石井ふく子が、元々親交が深かった佐野洋の1周忌のタイミングで作品を捧げることができないかと企画。自身の友人のエピソードを脚本の黒土三男に膨らませてもらい、演出の清弘誠がそれに女性の心情の世界観を加えて制作された。石井はサスペンスドラマ初挑戦となるが、今回も「人が殺されるドラマは作らない」という信条は貫き、血は流れないが”夫の浮気”という不安や疑念に苛まれて翻弄されていく主婦の姿を描いた「人が死ぬより怖い」心理サスペンスドラマとなっている。台本については毎回のように侃々諤々とやりあって5稿まで作ったため、石井は作家に「鬼だ」と言われたと記者会見で明かした。
メインで出演するのは4人のみである。そして通常の2時間ドラマとは異なり、スタジオ外でのロケ撮影が最小限に抑えられ、大部分のシーンがスタジオでのセットで撮影され、舞台となる家2軒の外観と目の前の道路・公園までもが屋内スタジオ撮影としてセットが作られた。主演の一路真輝は8年ぶりのテレビドラマ出演となる。

### テレビドラマあらすじ
もうすぐ結婚15年目を迎える田向ゆき（一路真輝）・田向健三（船越英一郎）夫婦の隣に、立原さち（高島礼子）という女が1人で引っ越してくる。挨拶にやってきた時から腰痛やアレキサンダーテクニークの話で盛り上がるなど馬が合ったため、ゆきはさちに弁当を差し入れたり自宅に招いたりして2人は交流を深めていく。しかしさちを自宅に招いて食事をしていた時、帰ってきた健三からブルガリの香水の匂いがすると言われたゆきは、以前夫がテレビ出演していた時につけていた赤いネクタイに見覚えが無かったことを思い出し、浮気を疑う。健三に問いただすも、「絶対にしていない。」と怒りながら言い切られ、ゆきはそれ以上追及することができなかった。しかし後日、さちから健三が渋谷で女と腕を組んで歩いていたという話を聞いたゆきはさらに浮気の疑惑を深め、講演会のために泊まりで箱根に行く健三の尾行をさちに頼む。ホテルで女と一緒だという報告をさちから聞いたゆきはいてもたってもいられず、家を飛び出す。しかしホテルで確認するも夫や女の姿は無く、ゆきは仕方なく帰宅する。すると自宅の鍵が開いており、お金や名画など価値のあるものは全てなくなっていた。近所の主婦によると、さちが引っ越しの手伝いと称して全て運び去っていったという。以前、ガスを止め忘れたさちの代わりに合鍵を使ったことから防犯についての話題になった時、ゆきは自宅の鍵の場所や金庫の仕掛けについて話してしまっていたのだ。帰ってきた健三が激昂していた時、後藤田祐太郎（小林稔侍）と名乗る刑事がやってくる。

### キャスト
田向ゆき
演 - 一路真輝
自宅で小説などの挿絵を描く仕事をしている。物事を悪い方に考えがちな一方、血液型による性格診断など物事や人を信用しやすい。さちが自分より5か月年上だと知ってからは「さち姉さん」と呼んで慕う。子供が欲しくて不妊治療に通っている。新婚旅行先で買ったドビュッシーの『月の光』が流れる釣鐘の形をしたアンティークのオルゴールを何よりも大事にしている。
立原さち
演 - 高島礼子
田向家の隣に1人で引っ越してきた女。人当たりが良く、ゆきともすぐに仲良くなる。以前は化粧品会社の研究部門で働いていたと話す。
後藤田祐太郎
演 - 小林稔侍
警視庁捜査二課警部補。弁当持参で事情聴取にやってきたり、自らの名前を「続けて読むと”強盗だ、祐太郎”となるんです。」と茶化して紹介するなど刑事らしからぬ行動をとる。男やもめ。
田向健三
演 - 船越英一郎
ゆきの夫で王林総合病院の内科部長。嘘をつくとき、耳たぶを触るクセがある。機会いじりが好きで、自宅にもいくつも仕掛けを作っている。
その他
別府康男、山吹恭子、大貫勇輔、小野麻亜矢、市丸和代、白倉慎介、水津亜子、西村聡

### スタッフ
- 原作 - 佐野洋
- 脚本 - 黒土三男
- 演出 - 清弘誠
- プロデュース - 石井ふく子[6]
- 挿入歌 - 藤原道山「月の鏡」
- アレクサンダー・テクニーク監修 - BODYCHANCE
- 技斗 - 栗原直樹
- イラスト監修 - やまもとさちこ